# هری نوویلو
هری نوویلو (انگلیسی: Harry Novillo؛ زادهٔ ۱۱ فوریهٔ ۱۹۹۲) بازیکن فوتبال اهل فرانسه است.
از باشگاه‌هایی که در آن بازی کرده‌است می‌توان به باشگاه فوتبال کلرمون فوت، باشگاه فوتبال المپیک لیون، باشگاه فوتبال لو آور، و باشگاه فوتبال ملبورن سیتی اشاره کرد.
وی همچنین در تیم‌های ملی فوتبال زیر ۱۷ سال فرانسه، زیر ۱۹ سال فرانسه، و مارتینیک بازی کرده‌است.